# Consumer Electronics Show

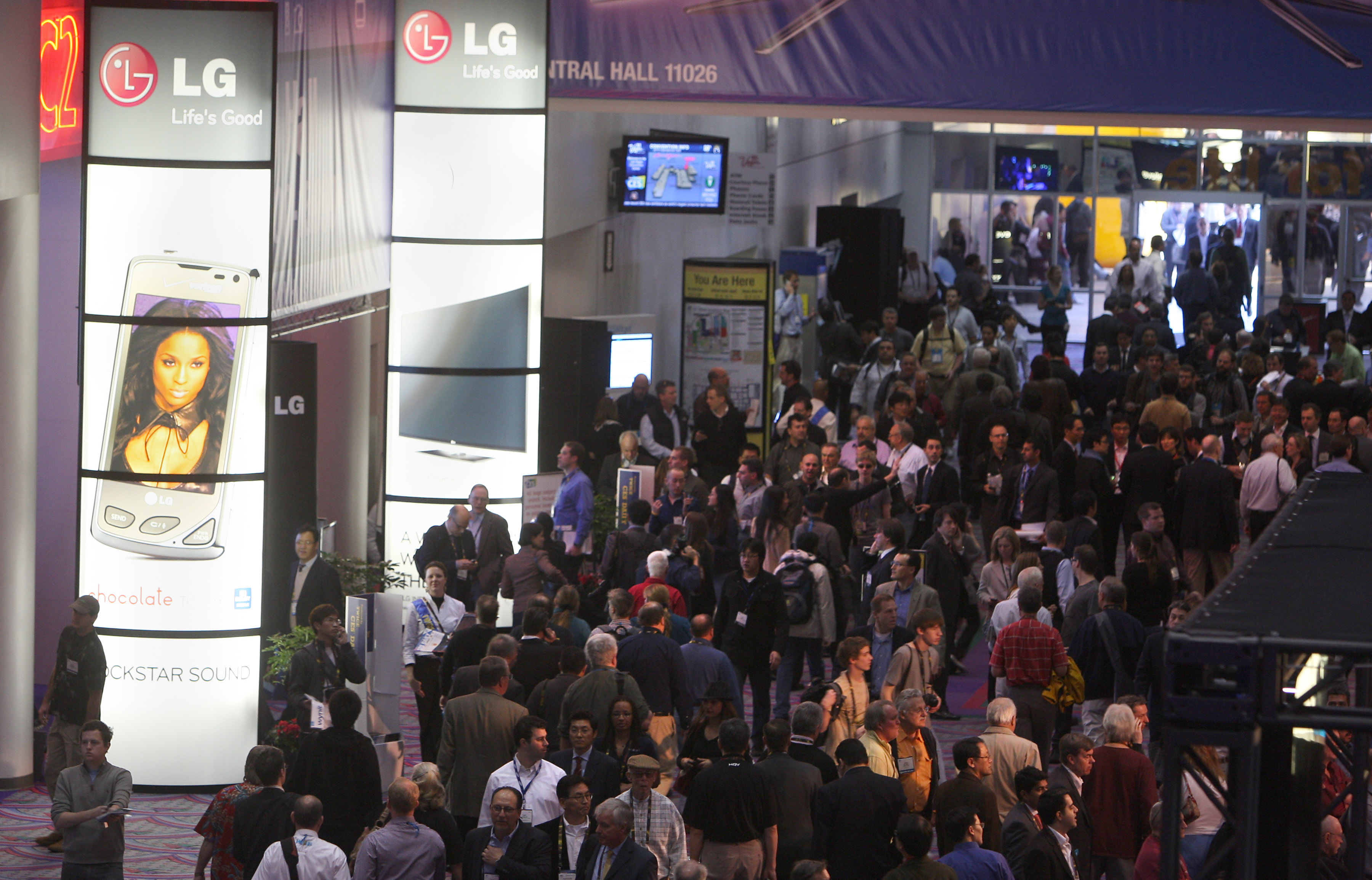
Vizitatori trecând pe lângă standul LG Electronics din cadrul CES 2010

Consumer Electronics Show (CES) este o expoziție de IT organizată anual în luna ianuarie în Las Vegas, Statele Unite.
Prima ediție a fost organizată în anul 1967 în New York City.

## 2012

### Noutăți și tendințe
- Microsoft
  - Versiunea de test nr. 2 a lui Windows 8 este disponibilă la sfârșit de februarie 2012
  - Windows 8 rulează și pe PC-uri tabletă
  - Windows 8 primește o nouă interfață grafică GUI, mai intuitivă, numită „Metro”
  - Microsoft deschide un magazin online în special pentru software, numit Windows Store, asemănător ca funcționalitate cu Mac Store al lui Apple. Disponibil în peste 100 de țări.
  - Microsoft nu va mai participa la acest târg.
- Televizoare
  - Televizorul, legat fără fir prin WLAN la rețeaua de comunicații locală (ruter), devine centrala pentru medii a locuinței
  - Deservire mai bună, de ex. LG și Samsung oferă deservire prin voce și gesturi, iar Sony un nou concept de deservire, mai intuitivă
  - LG oferă funcționalitate suplimentară prin programele „Google TV”
  - Sony Entertainment Network asigură accesul la Internet pe diverse căi, integrate în televizor
  - Tehnica OLED câștigă teren la panelele de TV foarte mari (de ex. 55 țoli)
- Notebooks
  - Intel și Microsoft promovează noua categorie de notebooks numită ultrabooks - foarte subțiri și rapide.

## 2011
În anul 2011 CES a avut 140.000 de vizitatori și 2.700 de companii.

## 2010
127.000 de vizitatori în 2010

## 2009
113.000 de vizitatori în 2009.

## 2006
Cel mai mare număr de vizitatori ai CES a fost înregistrat în 2006 când la târg au participat aproximativ 152.000 de persoane.